# 데이미언 월시하울링

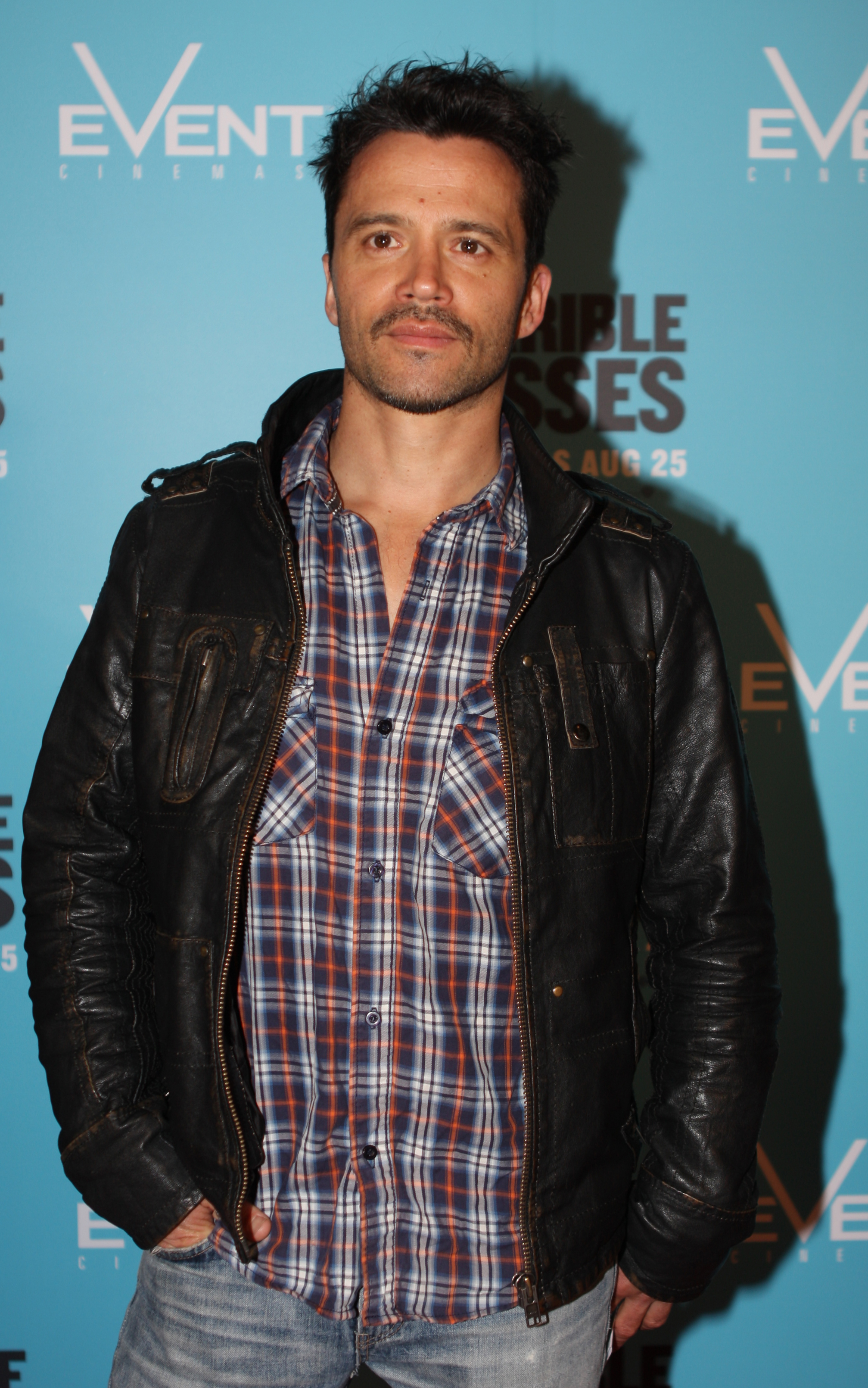

데이미언 월시하울링(Damian Walshe-Howling, 1971년 1월 22일 ~ )은 오스트레일리아의 배우, 영화배우, 영화 감독, 텔레비전 배우이다.
멜버른에서 태어났다.

## 영화
- 데저트 대쉬 (2018년)
- 메시아 (2016년)
- 어라운드 더 블럭 (2013년) - Mr. 그래함 역
- 미스터리 로드 (2013년)
- 여름 정장 (2012년)
- 서스펜디드 (2012년)
- 몽키즈 (2011년)
- 테라노바 (2011년)
- 클리어링 (2010년)
- 더 리프 (2010년) - 루크 역
- 블러디 스윗 히트 (2007년)
- 맥베드(영어판) (2006년)
- 펠라펠(영어판) (2001년)